# 烈士乡
烈士乡，是中华人民共和国四川省雅安市荥经县曾经下辖的一个乡。2019年12月，撤销烈士乡，将其所属行政区域划归荥河镇管辖。

## 行政区划
烈士乡撤销前下辖以下地区：
新立村、烈士村、冯家村、王家村和课子村。